# Polèsia

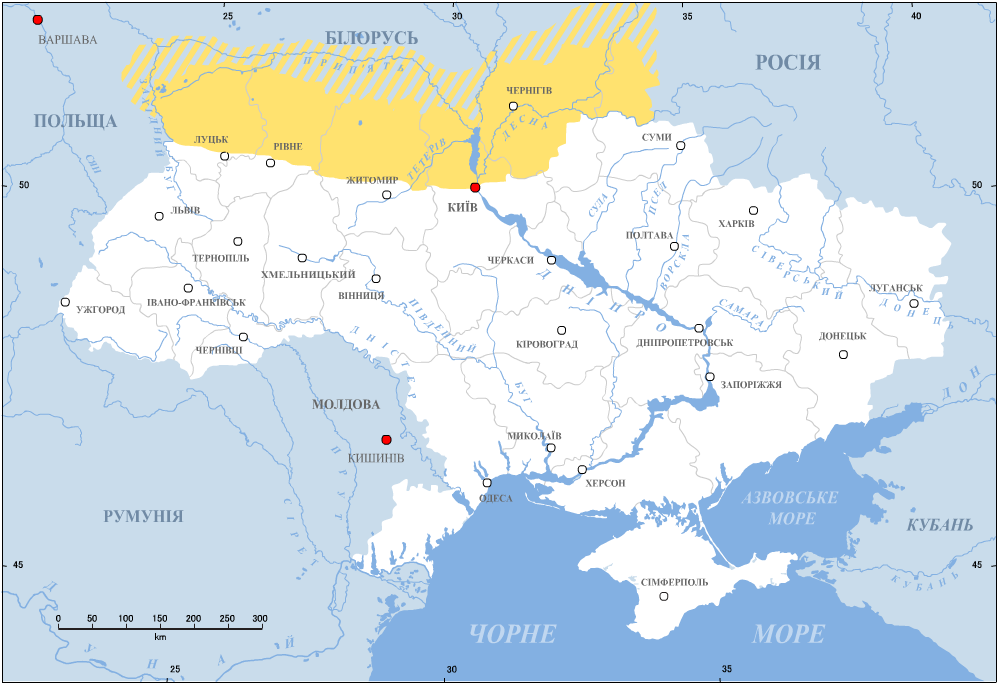
Polesia

Polèsia o Políssia (belarús: Пале́ссе, Paléssie; ucraïnès: Полі́сся, Políssia; rus: Поле́сье, Poliéssie; polonès: Polesie; amb el significat de «terra de bosc») és una regió històrica situada en gran part entre Ucraïna i Belarús.
Es troba en la conca del riu Prípiat (un afluent del Dniéper). És una zona predominantment forestal. Al segle xiv Lituània la va conquerir i des de 1569 fins a 1795 va pertànyer a la unió entre Polònia i Lituània, a patir d'aleshores va quedar sota domini rus.
Aquesta regió va quedar greument afectada per l'Accident de Txernòbil. Les zones més contaminades per elements radioactius a Polèsia estan incloses en la Reserva radiològica belarussa i la Zona d'exclusió ucraïnesa, i d'altres zones es consideren no adequades per a viure-hi.
Polèsia rarament ha estat una unitat administrativa separada. Tanmateix, ha existit un Voivodat de Polèsia durant la Segona República de Polònia i una Vóblast de Polèsia en l'RSS de Belarús.